# اهست
اهست (به لاتین: Ahaste) یک روستا در استونی است که در دهستان آودرو واقع شده‌است.

## خصوصیات
اهست ۲۴۸ نفر جمعیت دارد.